# Zona metropolitana de Montevidéu
A Região Metropolitana de Montevidéu compreende todas aquelas aglomerações urbanas que se encontram próximas a Montevidéu, capital do Uruguai, e que pertencem tanto ao departamento de Montevidéu como ao de Canelones e San José.

## Economia

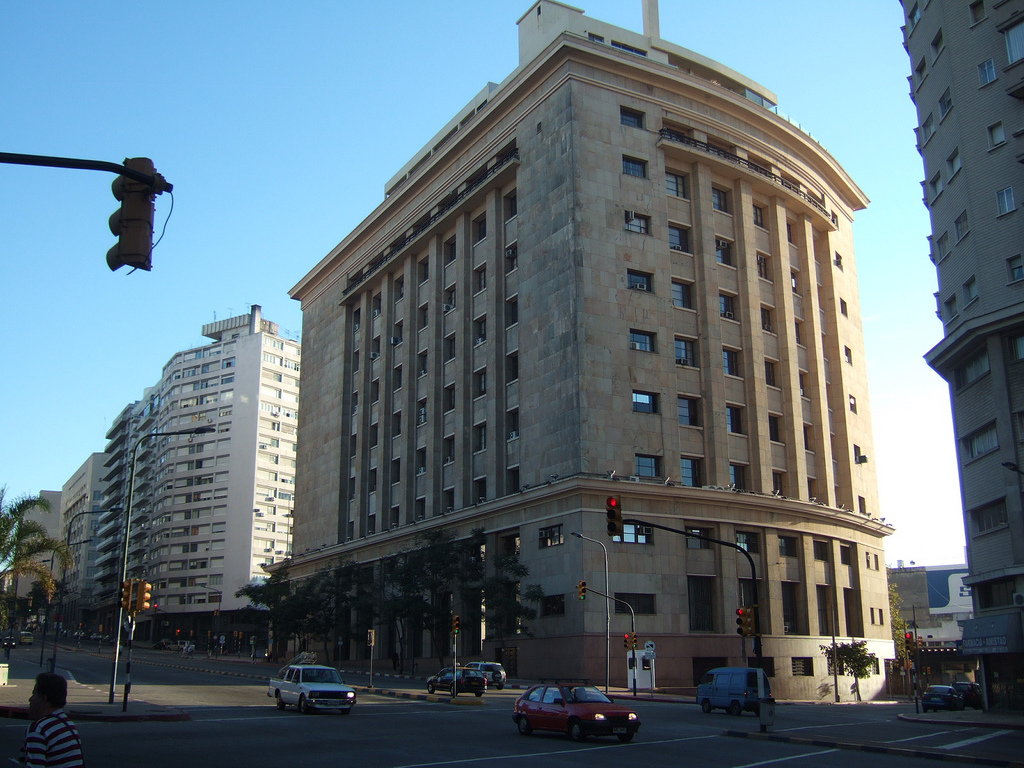
Montevidéu principal cidade da região

Em sua maioria são povos de pequenas cidades que vivem ou dependem economicamente da maior cidade do país. Neste sentido, Montevidéu joga um papel importante na economia nacional, mas de algum modo, funciona como um motor na zona meridional por ser um porto comercial ou por constituir um destacado setor cultural e industrial.
De uma forma mais ambígua se fala da região metropolitana como a continuação da cidade de Montevidéu é marcada por numerosos locais que se encontram próximos um do outro, destacando-se a Cidade da Costa ao leste e povos como Toledo, Progreso ou Juanicó entre outros, rumo ao norte. Cidades como Pando, La Paz o Las Piedras, situadas na margem setentrional da zona e pertencentes ao departamento de Canelones, também formam parte deste englobamento urbano.

## História
Desde meados da década de 1990, parte da região compartilha o mesmo prefixo telefônico (02), que antes somente correspondia a capital propriamente dita. Isto permitiu que qualquer chamada realizada entre números telefônicos da região metropolitana tivesse o custo de uma chamada local. Até então, regiam entre essas localidades as tarifas para chamadas de longa distancia.
Em outro regime, a área rural montevideana, que supõe quase 60% da superfície total do departamento homônimo, também forma parte do setor metropolitano. Muitos de seus habitantes trabalham na capital e residem em prédios rurais ou cidades de Canelones.
Se pode incluir a boa parte do departamento de San José, devido a que limita com Montevidéu pelo oeste e atua como residência de várias de pessoas que trabalham no distrito capitalino. Em particular, a zona de Rincon da Bolsa é muito populosa, e é separada de Montevidéu apenas por uma ponte da Barra de Santa Lucia.
Finalmente, a população total da região metropolitana supõe uns 300.000 habitantes, o que somado aos 1.383.000 da cidade de Montevidéu, chegaria a uma cifra estimativa de 1.700.000 habitantes.